# Пізоньє
Пізоньє (італ. Pisogne) — муніципалітет в Італії, у регіоні Ломбардія, провінція Брешія.
Пізоньє розташоване на відстані близько 480 км на північний захід від Рима, 85 км на північний схід від Мілана, 35 км на північ від Брешії.
Населення — 8055 осіб (2014).

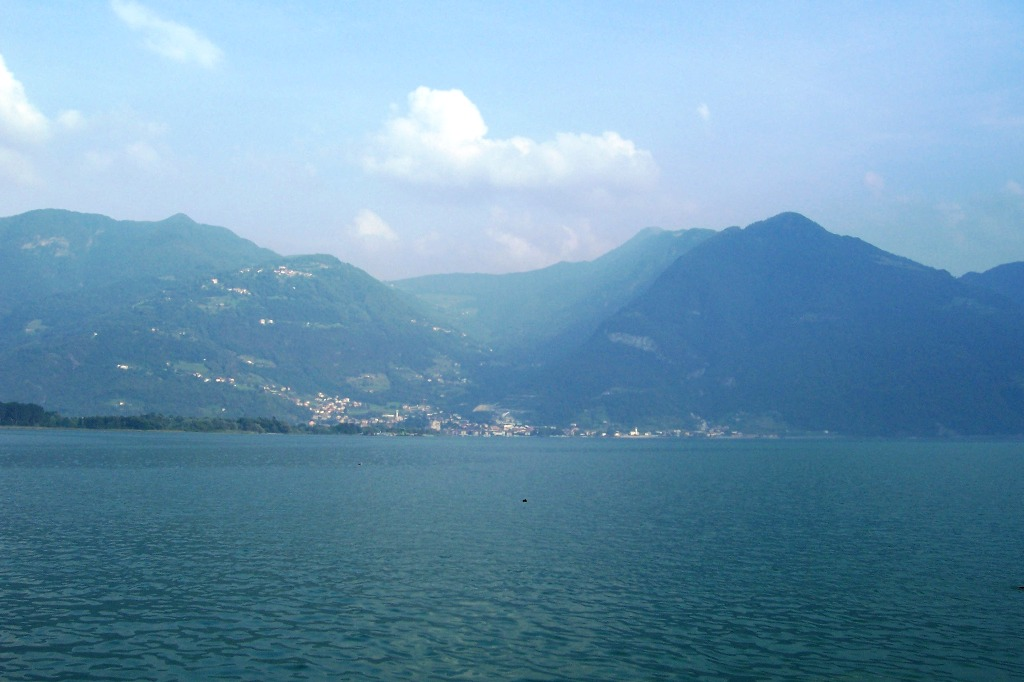

Щорічний фестиваль відбувається 12 травня. Покровитель — San Costanzo.

## Демографія
Населення за роками:

Станом на 1 січня 2023 року в муніципалітеті офіційно проживало 495 іноземців з 39 країн, серед них 227 громадян країн Євросоюзу та 52 громадяни України.

## Сусідні муніципалітети
- Артоньє
- Кастро
- Коста-Вольпіно
- Ловере
- Мароне
- Пеццаце
- П'ян-Камуно
- Рива-ді-Сольто
- Сольто-Колліна
- Таверноле-суль-Мелла
- Цоне